# استنساخ طباعي
الاستنساخ الطباعي (بالإنجليزية: Reprography، وهو لفظ منحوت من كلمتي Reproduction التي تعني إعادة إنتاج أو نسخ، و Photography التي تعني التصوير الضوئي) هي إعادة إنتاج الرسوميات (الوثائق والصور على سبيل المثال) من خلال وسائل ميكانيكية أو كهربائية، مثل التصوير الضوئي أو التصوير الجاف. يشيع استخدام الاستنساخ الطباعي في الفهارس والأرشيفات، وكذلك في الصناعات المعمارية والهندسية والبنائية [الإنجليزية].